# Polipeptide N-acetilgalattosaminiltransferasi
La polipeptide N-acetilgalattosaminiltransferasi è un enzima appartenente alla classe delle transferasi, che catalizza la seguente reazione:
UDP-N-acetil-D-galattosammina + polipeptide ⇄ UDP + N-acetil-D-galattosamminil-polipeptide
L'enzima ha bisogno sia di Mn2+ sia di Ca2+. Il residuo glicosilico è trasferito ai gruppi idrossili di una treonina o serina del core polipeptidico della mucina submassilare, della κ-caseina, apofetuina e di alcuni altri accettori ad alto peso molecolare.